# Кулакі
Кулакі (пол. Kułaki) — село в Польщі, у гміні Цехановець Високомазовецького повіту Підляського воєводства.
Населення — 83 особи (2011).
У 1975-1998 роках село належало до Ломжинського воєводства.

## Демографія
Демографічна структура станом на 31 березня 2011 року:
|          | Загалом | Допрацездатний вік | Працездатний вік | Постпрацездатний вік |
| -------- | ------- | ------------------ | ---------------- | -------------------- |
| Чоловіки | 42      | 9                  | 25               | 8                    |
| Жінки    | 41      | 8                  | 23               | 10                   |
| Разом    | 83      | 17                 | 48               | 18                   |